# Birger von der Burg
Birger von der Burg (* vor 1912; † nach 1912) war ein schwedischer Skispringer.
Von der Burg, der für den IFK Stockholm startete, gewann bei den dritten Schwedischen Meisterschaften im Skispringen 1912 von der Normalschanze den Meistertitel.